# Walter Zöllner
Walter Zöllner (* 1. Oktober 1932 in Halle an der Saale; † 20. September 2011 ebenda) war ein deutscher Historiker.

## Leben
Walter Zöllner, geboren 1932 in Halle, promovierte nach dem Geschichtsstudium 1958 über ein Thema zu den frühen Urkunden der Halberstädter Bischöfe. 1963 erfolgte die Habilitation mit der Arbeit Die Urkunden und Besitzaufzeichnungen des Stifts Hamersleben (1108–1462). Anschließend wurde Zöllner als Nachfolger von Anton Blaschka Inhaber des Lehrstuhls für Historische Hilfswissenschaften am Institut für Geschichte der Martin-Luther-Universität Halle-Wittenberg. Er war seit 1993 ordentliches Mitglied der Philologisch-historischen Klasse der Sächsischen Akademie der Wissenschaften zu Leipzig (seit dem 16. April 1993) und der Historischen Kommission für Sachsen-Anhalt.

## Schriften (Auswahl)
- Die Arenga in den Urkunden der Bischöfe von Halberstadt von den Anfängen bis zur Mitte des 13. Jahrhunderts. Mit einem Anhang: Die Halberstädter Ars dictandi aus den Jahren 1193/94. Halle 1958 (Halle, Universität, phil. Dissertation, vom 23. April 1959, maschinenschriftlich).
- Geschichte der Kreuzzüge. Deutscher Verlag der Wissenschaften, Berlin 1977.
- Die Urkunden und Besitzaufzeichnungen des Stifts Hamersleben. (1108–1462) (= Studien zur katholischen Bistums- und Klostergeschichte. Bd. 17, ISSN 0585-6108). St. Benno-Verlag, Leipzig 1979 (Zugleich: Halle-Wittenberg, Universität, Habilitations-Schrift, 1963).
- Die jüngeren Papsturkunden des Staatsarchivs Magdeburg. Bestände Halberstadt, Quedlinburg und übrige Gebiete (= Studien zur katholischen Bistums- und Klostergeschichte. Bd. 23). St. Benno-Verlag, Leipzig 1982.
- mit Bruno Gloger: Teufelsglaube und Hexenwahn. Koehler & Amelang, Leipzig 1983.
- Die jüngeren Papsturkunden des Thüringischen Hauptstaatsarchivs Weimar. (Von Innozenz III. bis zum Konzil von Konstanz) (= Studien zur katholischen Bistums- und Klostergeschichte. Bd. 40). St. Benno-Verlag, Leipzig 1996, ISBN 3-7462-1191-3.
- Die Halberstädter Bischöfe vom Ende des 12. bis zur Mitte des 15. Jahrhunderts (= Sitzungsberichte der Sächsischen Akademie der Wissenschaften zu Leipzig. Philologisch-Historische Klasse. Bd. 138, H. 6). Hirzel, Stuttgart u. a. 2004, ISBN 3-7776-1312-6.